# برومات
برومات (به انگلیسی: Bromate) با فرمول شیمیایی Br H O3 یک ترکیب شیمیایی با شناسه پاب‌کم ۸۴۹۷۹ است. که جرم مولی آن ۲۷۳٫۲۷۱ g/mol می‌باشد. 